# ペルミII駅
ペルミII駅（ペルミにえき、Станция Пермь II）はロシア連邦ペルミ地方のペルミにある鉄道駅である。

## 概要
1899年にザイムキ駅（Станция Заимки）として開業し、1909年にペルミ・ザイムキ駅（Станция Пермь-Заимки）、1910年に現在の駅名に改称された。